# サクラメント・キングスの年代別主要選手一覧
サクラメント・キングスの年代別主要選手の一覧
- 太文字…殿堂入り選手
- (C)…優勝時に在籍した選手
- (M)…在籍時にMVPを獲得した選手
- (50)…偉大な50人
- (75)…偉大な75人

| 1940年代（プレーオフ進出：1回） - オットー・グレアム (Otto Graham): 1945-1946 NFLのスター、ロチェスター時代にプレイした。 - ボブ・デイヴィス (Bob Davies): 1948-1955 (C) - アーニー・ライゼン (Arnie Risen): 1948-1955 (C) - ボビー・ヴァンツァー (Bobby Wanzer): 1948-1957 (C) - ジャック・コールマン (Jack Coleman): 1949-1956 (C) 1950年代（プレーオフ進出：7回 ファイナル進出：1回 優勝：1回） - モーリス・ストークス (Maurice Stokes): 1955-1958 - ジャック・トゥィマン (Jack Twyman): 1955-1966 - クライド・ラブレット (Clyde Lovellette): 1957-1958 1960年代（プレーオフ進出：6回） - オスカー・ロバートソン (Oscar Robertson): 1960-1970 (M)(50)(75) - エイドリアン・スミス (Adrian Smith): 1961-1970 - ジェリー・ルーカス (Jerry Lucas): 1963-1969 (50)(75) - ハッピー・ハーストン (Happy Hairston): 1964-1968 - コニー・ディアーキング (Connie Dierking): 1965-1970 - トム・バン・アースデール (Tom Van Arsdale): 1968-1973 1970年代（プレーオフ進出：2回） - ネイト・アーチボルド (Nate Archibald): 1970-1976 (50)(75) - サム・レイシー (Sam Lacey): 1970-1981 - ジミー・ウォーカー (Jimmy Walker): 1973-1976 - スコット・ウェドマン (Scott Wedman): 1974-1981 - オーティス・バードソング (Otis Birdsong): 1977-1981 - フィル・フォード (Phil Ford): 1978-1982 1980年代（プレーオフ進出：4回） - ラリー・ドリュー (Larry Drew): 1981-1986 - マイク・ウッドソン (Mike Woodson): 1981-1986 - ラシャール・トンプソン (LaSalle Thompson): 1982-1989 - レジー・セウス (Reggie Theus): 1983-1988 - オーティス・ソープ (Otis Thorpe): 1984-1988 - ケニー・スミス (Kenny Smith): 1987-1990 - ダニー・エインジ (Danny Ainge): 1989-1990 - ウェイマン・ティスデイル (Wayman Tisdale): 1989-1994 1990年代（プレーオフ進出：2回） - アントワン・カー (Antoine Carr): 1990-1991 - ライオネル・シモンズ (Lionel Simmons): 1990-1997 - スパッド・ウェブ (Spud Webb): 1991-1995 - ミッチ・リッチモンド (Mitch Richmond): 1991-1998 - コーリス・ウィリアムソン (Corliss Williamson): 1995-2000, 2005-2007 - ペジャ・ストヤコヴィッチ (Peja Stojaković) : 1998-2006 - クリス・ウェバー (Chris Webber): 1998-2005 - ジェイソン・ウィリアムス (Jason Williams) : 1998-2001 - スコット・ポラード (Scot Pollard) : 1998-2003 - ジョン・バリー (Jon Barry): 1999-2001 - ブラデ・ディバッツ (Vlade Divac): 1999-2004 | 2000年代（プレーオフ進出：7回） - ダグ・クリスティ (Doug Christie): 2000-2005 - ボビー・ジャクソン (Bobby Jackson) : 2000-2005, 2008-2009 - ヒド・ターコルー (Hedo Türkoğlu) : 2000-2003 - マイク・ビビー (Mike Bibby): 2001-2008 - ブラッド・ミラー (Brad Miller): 2003-2009 - ケビン・マーティン (Kevin Martin): 2004-2010 - ボンジ・ウェルズ (Bonzi Wells) : 2005-2006 - フランシスコ・ガルシア (Francisco García): 2005-2013 - ロン・アーテスト (Ron Artest): 2005-2008 - ジョン・サーモンズ (John Salmons) : 2006-2009, 2011-2013 - スペンサー・ホーズ (Spencer Hawes): 2007-2010 - ジェイソン・トンプソン (Jason Thompson) : 2008-2015 - タイリーク・エバンス (Tyreke Evans): 2009-2013, 2017 - オムリ・カスピ (Omri Casspi): 2009-2011, 2014-2017 2010年代（プレーオフ進出：0回） - デマーカス・カズンズ (DeMarcus Cousins): 2010-2017 - アイザイア・トーマス (Isaiah Thomas): 2011-2014 - ルディ・ゲイ (Rudy Gay): 2013-2017 - ベン・マクレモア (Ben McLemore): 2013-2017 - ダレン・コリソン (Darren Collison) : 2014-2017 - マルコ・ベリネッリ (Marco Belinelli) : 2015-2016 - ラジョン・ロンド (Rajon Rondo) : 2015-2016 - ウィリー・コーリー＝ステイン (Willie Cauley-Stein) : 2015-2019 - バディ・ヒールド (Buddy Hield) : 2016-2022 - ジョージ・ヒル (George Hill) : 2017-2018 - ザック・ランドルフ (Zach Randolph) : 2017-2018 - ヴィンス・カーター (Vince Carter) : 2017-2018 - ディアロン・フォックス (De'Aaron Fox) : 2017-2025 - マービン・バグリー3世 (Marvin Bagley III) : 2018-2022 - ハリソン・バーンズ (Harrison Barnes) : 2019-2024 2020年代（プレーオフ進出 ： 1回） - タイリース・ハリバートン (Tyrese Haliburton) : 2020-2022 - ドマンタス・サボニス (Domantas Sabonis) : 2022- - キーガン・マレー (Keegan Murray) : 2022- - マリック・モンク (Malik Monk) : 2022- - ザック・ラビーン (Zach LaVine) : 2025- |